# ميس طيني
ميس طيني (الاسم العلمي: Celtis lima) هو نوع نباتي يتبع جنس الميس من فصيلة القنبية.